# Ендрю Сімпсон
Е́ндрю Сі́мпсон  (англ. Andrew Simpson; 17 грудня 1976, Чертсі, Англія — 9 травня 2013, Сан-Франциско, США) — британський яхтсмен, олімпійський чемпіон.
Ендрю Сімпсон загинув, коли його яхта перевернулася на тренуваннях, які він проводив перед Кубком Америки разом із шведською командою.

## Виступи на Олімпіадах
| Олімпіада   | Дисципліна | Місце |
| ----------- | ---------- | ----- |
| Пекін 2008  | Зоряний    | 1     |
| Лондон 2012 | Зоряний    | 2     |